# Релёв
Релёв (словац. Reľov) — село и одноимённая община в районе Кежмарок Прешовского края Словакии. В письменных источниках начинает упоминаться с 1314 года.

## География
Село расположено в западной части края, в пределах горного массива Спишска-Магура, на берегах реки Рьеки, при автодороге 542. Абсолютная высота — 725 метров над уровнем моря. Площадь муниципалитета составляет 14,98 км².

## Население
| Год:                | 1994 | 2004    | 2014    | 2024    |
| ------------------- | ---- | ------- | ------- | ------- |
| Количество человек: | 343  | 359     | 365     | 337     |
| Разница:            |      | +4,66 % | +1,67 % | −7,67 % |

По данным последней официальной переписи 2011 года, численность населения Релёва составляла 352 человека.
Национальный состав населения (по данным переписи населения 2011 года):
| Национальность | Численность, человек |
| -------------- | -------------------- |
| словаки        | 338                  |
| чехи           | 1                    |
| не указана     | 12                   |